# Milko Đurovski
Milko Đurovski ou Milko Gjurovski (Tetovo, 26 de janeiro de 1963) é um ex-futebolista profissional macedônio, que atuou pela ex-Iugoslávia, medalhista olímpico.

## Carreira
Milko Đurovski pela Seleção Iugoslava de Futebol, disputou Jogos Olímpicos de Verão de 1984.